# François Bouchet
François Bouchet – francuski astrofizyk, kosmolog.
Autor ponad 130 prac naukowych z dziedziny kosmologii. Zajmuje się m.in. teorią niestabilności grawitacyjnej i powstawania struktur we Wszechświecie, mikrofalowego promieniowania tła. 
Związany z Institut d'astrophysique de Paris, od 1 stycznia 2021 dyrektor Instytutu. Jest jednym z kierowników misji satelity PLANCK.
Współpracował z wieloma polskimi kosmologami, m.in. Romanem Juszkiewiczem i Michałem Chodorowskim.